# Theaterwetenschap
Theaterwetenschap is een universitaire bachelor- en masterstudie die de studenten voorbereidt op wetenschappelijk onderzoek met betrekking tot alle vormen van theater. Hoewel het geen praktijkgerichte opleiding is, wordt er wel aandacht besteed aan onderwerpen als dramaturgie, regie, programmeren en journalistiek. Na de bacheloropleiding theaterwetenschap kunnen er naast de master theaterwetenschap als duale master ook de studies dramaturgie, journalistiek en redacteur gevolgd worden.
In Nederland kan deze studie in Amsterdam en in Utrecht gevolgd worden. De Universiteit van Amsterdam biedt een BA Theaterwetenschap aan, en een duale master dramaturgie en de MA International Dramaturgy. Bij de Universiteit Utrecht is Theaterwetenschap onderdeel van de BA Media en Cultuur en wordt het masterprogramma MA Contemporary Theatre, Dance and Dramaturgy aangeboden.
In België kan men aan de Universiteit Antwerpen de bachelor TFL (Theater-, film- en literatuurwetenschappen) combineren met een taal (Nederlands, Engels, Frans, Spaans, Duits of Italiaans), nadien kan er eventueel een Master in de theater- en filmwetenschap gevolgd worden. Ook aan de universiteiten van Gent, Leuven en Brussel bestaat er de bachelor Master in de theater-, film- en literatuurwetenschap. Doorgaans wordt de studie gecombineerd met een andere Master, of als Master-na-Master gevolgd. De studie houdt zich vooral bezig met de theoretische kant van de podiumkunsten. Ook de afstudeerrichting regie van het Rits vertoont grote overlapping met de theaterwetenschap maar richt zich meer op de praktische kant. 
De studie theaterwetenschap verhoudt zich tot de acteursopleiding, zoals de eveneens universitaire studie muziekwetenschap zich verhoudt tot een conservatoriumopleiding. Acteur wordt men aan een toneelschool, in Nederland een hbo-opleiding of aan een departement dramatische kunst van een Vlaamse hogeschool.

## Bekende alumni in theaterwetenschap
- J.R. Bathoorn, accordeonist en zanger
- Menno Bentveld, tv-presentator
- Augusto Boal, tekstschrijver en regisseur
- Bartho Braat, acteur
- Francis Ford Coppola, regisseur
- Don Duyns, schrijver en regisseur
- Harm Edens, tekstschrijver en presentator
- Jon van Eerd, acteur en schrijver
- Hubert Fermin, acteur, toneelschrijver
- Kelli Giddish, actrice
- Nataliya Golofastova, regisseur, actrice
- Paul Groot, acteur en cabaretier
- Erich Kästner, schrijver, dichter en cabaretier
- Frances McDormand, actrice
- Ruud van Megen, toneelschrijver
- Martha Nussbaum, filosofe
- Bart Peeters, zanger, drummer en tv-presentator
- Koos Terpstra, schrijver en regisseur
- Bob van Tol, acteur
- Paula Udondek, tv-presentatrice, actrice, columniste en toneelschrijfster
- Peer Ulijn, journalist
- Femke Wolthuis, nieuwslezeres